# Улица Стасовой (Москва)
Улица Ста́совой (до 7 июля 1967 года — часть Первого Донско́го проезда) — улица, расположенная в Южном административном округе города Москвы на территории Донского района.

## История
Улица Стасовой была выделена из состава Первого Донского проезда 7 июля 1967 года и названа в память о деятеле коммунистического движения Е. Д. Стасовой (1873—1966), участнице Октябрьской революции, сотруднице коминтерна.

## Расположение
Улица Стасовой проходит на восток от Ленинского проспекта до Донской улицы. К улице примыкают Малая Калужская улица с севера и Второй и Третий Донские проезды с юга. Между улицей Стасовой, Донской улицей и Четвёртым и Третьим Донскими проездами расположена Донская площадь. Нумерация домов начинается от Ленинского проспекта.

## Примечательные здания и сооружения
По нечётной стороне:
По чётной стороне:

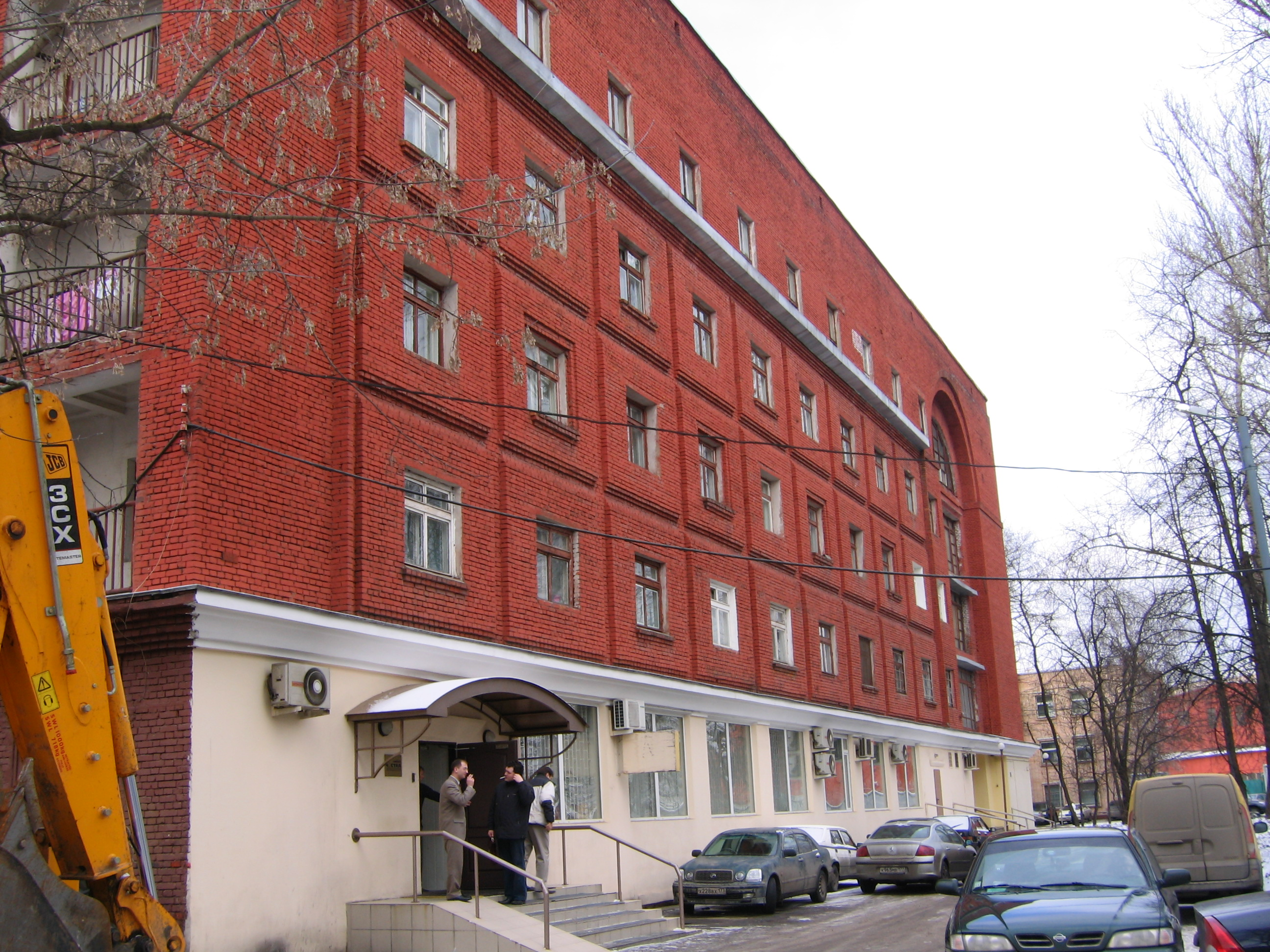
Улица Стасовой, дом 10, корпус 1

- Дом 10, корпус 1 — общежитие Московского государственного текстильного университета, 1936 г.

## Транспорт

### Наземный транспорт
По улице Стасовой не проходят маршруты наземного общественного транспорта. У западного конца улицы, на Ленинском проспекте, расположена остановка «Улица Стасовой» автобусов 111, 196, м1, м16, н11.

### Метро
- Станция метро «Ленинский проспект» Калужско-Рижской линии — юго-западнее улицы, на пересечении Третьего транспортного кольца с Ленинским проспектом и улицей Вавилова
- Станция метро «Шаболовская» Калужско-Рижской линии — северо-восточнее улицы, на улице Шаболовка

### Железнодорожный транспорт
- Станция МЦК «Площадь Гагарина» — юго-западнее улицы, на пересечении Третьего транспортного кольца с Ленинским проспектом и улицей Вавилова